# Lucifer (serial)
Lucifer este un serial de televiziune american de fantezie urbană comedie dramatică dezvoltat de Tom Kapinos⁠(d), care a început difuzarea la 25 ianuarie 2016 și s-a încheiat la 10 septembrie 2021. Se învârte în jurul lui Lucifer Morningstar (Tom Ellis), o versiune alternativă a personajului DC Comics cu același nume creat de Neil Gaiman, Sam Kieth și Mike Dringenberg în The Sandman. În serial, Lucifer este diavolul, dar abandonează Iadul pentru a conduce un club de noapte în Los Angeles, experimentând ulterior schimbări masive în viață când devine consultant la Departamentul de Poliție din Los Angeles. Distribuția secundară îi include pe actorii Lauren German, Kevin Alejandro, D. B. Woodside, Lesley-Ann Brandt, Rachael Harris și Aimee Garcia.
Filmările au avut loc în principal în Vancouver, înainte ca producția să fie mutată în întregime în Los Angeles, la începutul celui de-al treilea sezon. Serialul a fost produs de Jerry Bruckheimer Television, DC Entertainment și Warner Bros. Television. Primul sezon a primit recenzii mixte de la critici, iar difuzorul său original Fox l-a anulat după trei sezoane în mai 2018. O lună mai târziu, Netflix a preluat serialul în urma unei campanii a fanilor pentru a-l salva, iar serialul a continuat încă trei sezoane; a avut constant audiențe mari pe Netflix.

## Rezumat
Serialul se concentrează pe Lucifer Morningstar (Lucifer SteauaDimineții sau Luceafărul), un înger puternic care a fost alungat din Rai pentru rebeliunea sa și care a fost forțat să petreacă milenii pedepsind oamenii ca stăpân al Iadului. Plictisit și nemulțumit de viața sa în Iad, renunță la tron sfidând pe tatăl său (Dumnezeu) și se mută la Los Angeles, unde își conduce propriul club de noapte. Când se trezește implicat într-o investigație de crimă, o întâlnește pe Chloe Decker, o detectivă de la Departamentul de Poliție din Los Angeles, care îl intrigă, deoarece este prima femeie umană imună la farmecele lui. După ce a ajutat poliția să rezolve cazul cu puterea sa cea mai des folosită – de a manipula oamenii pentru a-i dezvălui cele mai profunde dorințe ale lor – Lucifer acceptă o invitație ulterioară de a lucra continuu cu Chloe ca un consultant de poliție. De-a lungul serialului, cei doi întâlnesc nenumărate ființe supranaturale în timp ce rezolvă crime împreună și își dezvoltă relația.

## Distribuție

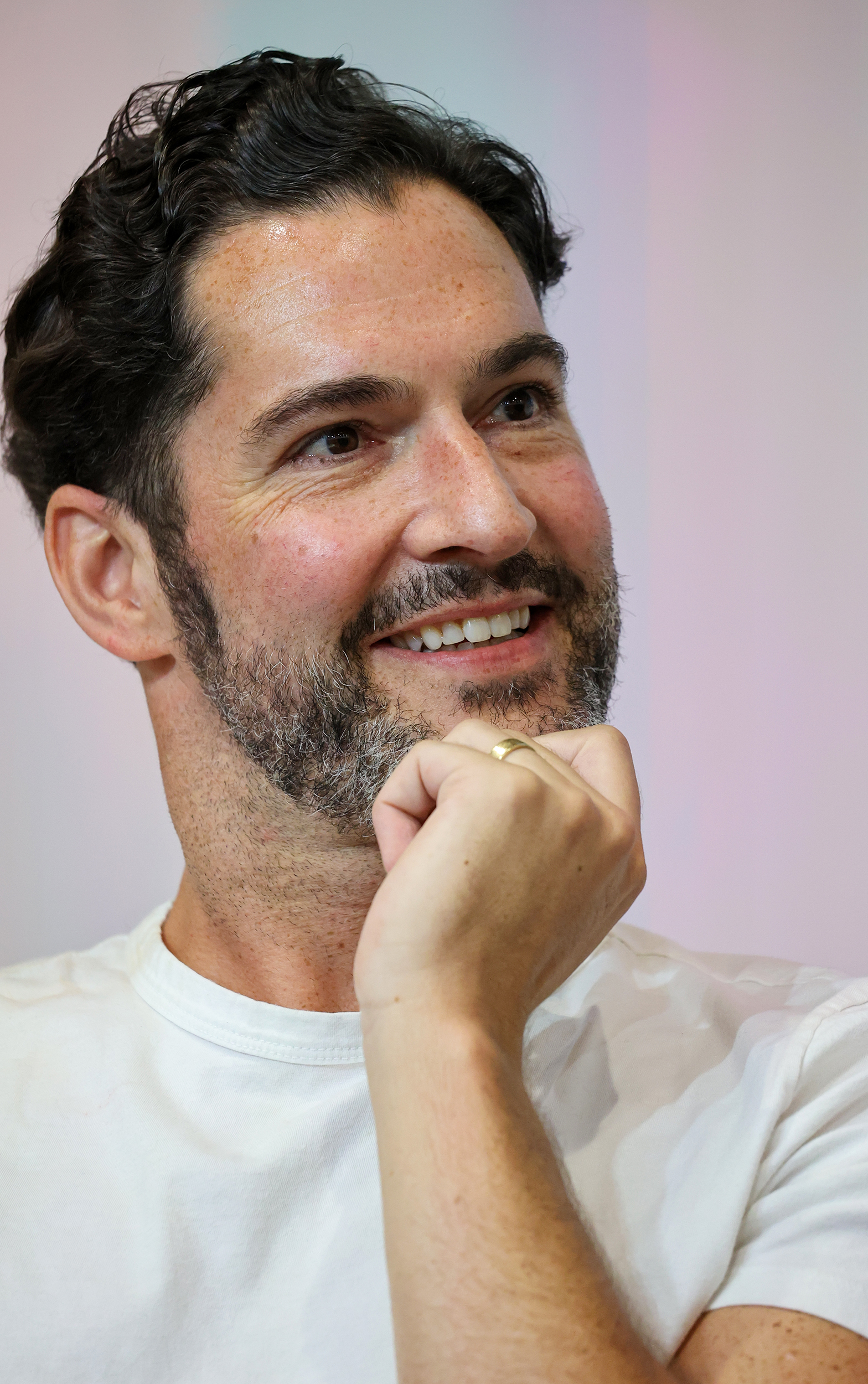
Tom Ellis în 2022

- Tom Ellis – Lucifer Morningstar: Plictisit de viața sa ca Domn al Iadului, Lucifer își abandonează tronul pentru a-și conduce propriul club de noapte de lux din Los Angeles, în timp ce lucrează ca un consultant civil pentru poliția locală.[3] În sezonul 5, Ellis îl prezintă și pe fratele geamăn al lui Lucifer, Michael, care preia pentru scurt timp identitatea fratelui său după ce Lucifer se întoarce în Iad.[4]
- Lauren German – detectivul Chloe Decker: un detectiv de la omucideri și o fostă actriță al cărei defunct tată a fost un ofițer al poliției din LAPD. Ea rezolvă cazuri de omucideri cu Lucifer, care este interesat de ea când observă că pare a fi primul om pe care l-a întâlnit vreodată și care este imun la farmecele lui.[5]
- Kevin Alejandro – detectivul Daniel „Dan” Espinoza: un detectiv de la omucideri din LAPD și fostul soț al lui Chloe.[6] El dezvoltă o prietenie complicată cu Lucifer, deoarece adesea se ciocnesc și se insultă unul pe celălalt, parțial datorită faptului că Lucifer și Chloe au treptat o relație romantică.
- D. B. Woodside – Amenadiel: fratele mai mare al lui Lucifer, el este un înger și cel mai mare dintre toți frații lor. El ajunge în Los Angeles pentru a-l încuraja pe Lucifer să se întoarcă în Iad și, în caz contrar, încearcă să-l forțeze pe Lucifer să se întoarcă în moduri diferite. Mai târziu devine tatăl primului copil jumătate înger/jumătate om din istorie împreună cu Linda.[7]
- Lesley-Ann Brandt – Mazikeen „Maze”: o confidentă și un aliat devotat al lui Lucifer. Ea este un demon care, după ce a fost torționarul principal al lui Lucifer în iad, i se alătură în Los Angeles pentru a acționa ca barman și bodyguard în clubul său. În al doilea sezon, Maze caută o nouă direcție pe Pământ și devine un vânător de recompense. Ea se căsătorește cu Eva în ultimul sezon.[8][9] În sezonul 5, Brandt îl interpretează și pe demonul Lilith, care este mama lui Maze și fosta iubită a lui Lucifer.
- Scarlett Estevez – Beatrice „Trixie” Espinoza (sezoanele 1–4, sezoane recurente 5–6): fiica tânără a lui Chloe și Dan care se împrietenește cu Lucifer și Mazikeen, inițial spre supărarea lor.[10]
- Rachael Harris – Dr. Linda Martin: psihoterapeuta lui Lucifer educată la Stanford. În sezonul 4, ea și Amenadiel își întâmpină fiul Charlie, care este considerat primul copil jumătate înger/jumătate om din istorie.[7]
- Kevin Rankin – detectivul Malcolm Graham (sezonul 1): un ofițer de poliție corupt care a fost împușcat înainte de începutul seriei. El a murit pentru scurt timp, dar apoi este adus înapoi din Iad de către Amenadiel pentru a-l ucide pe Lucifer.[11]
- Aimee Garcia – Ella Lopez (sezoanele 2–6): un cercetător criminalist al LAPD din Detroit.[12] În sezonul 3, se dezvăluie că Ella a fost vizitată în mod regulat de sora lui Lucifer, „Rae-Rae” Azrael, Îngerul Morții, după ce a supraviețuit unui accident de mașină în tinerețe. Este cunoscută pentru personalitatea ei și pentru optimismul și entuziasmul aproape nesfârșit.
- Tricia Helfer – Mama/Zeița (sezonul 2; invitată în sezonul 5) și Charlotte Richards ca Mama/Zeița (sezoanele 2–3; invitată în sezonul 6) și ca Shirley Monroe (invitată sezonul 5/episodul 4): mama lui Lucifer și a lui Amenadiel și soția lui Dumnezeu exilată, care a scăpat din închisoarea ei din Iad. Ea este descrisă drept „zeița întregii creații”. Pe Pământ, sufletul ei intră în corpul Charlottei Richards, o avocată proaspăt ucisă. După ce părăsește universul la sfârșitul celui de-al doilea sezon, Charlotte umană este înviată. După ce a trăit în Iad în acest scurt timp pentru apărarea mai multor infractori, Charlotte caută răscumpărarea pe care o găsește ajutându-i pe Lucifer și Chloe în două cazuri, apoi obține un loc de procuror și își abandonează firma de avocatură. Ea este a doua persoană căreia Lucifer îi dezvăluie aripile de înger și îl ajută pe Amenadiel într-o investigație asupra lui Marcus Pierce. Charlotte este ucisă la sfârșitul sezonului 3 de Marcus/Cain după ce l-a salvat pe Amenadiel.[13][14] În sezonul 5, Zeița se întoarce pentru scurt timp din universul ei pentru a se reuni cu Dumnezeu, care alege să se retragă împreună cu Zeița în universul ei. În finalul seriei, Charlotte se întoarce pentru scurt timp, împărțind o masă în Rai cu Dan, cu care a avut o istorie romantică înainte de uciderea ei.
- Tom Welling – locotenentul Marcus Pierce / Cain (sezonul 3): un locotenent de poliție foarte respectat care supraveghează munca lui Chloe, Dan și Ella la LAPD. El se dezvăluie a fi nemuritorul Cain, fiul lui Adam și Eva și fratele lui Abel. El este primul ucigaș din lume, condamnat să rătăcească pe Pământ pentru totdeauna cu Semnul lui Cain.[15]
- Inbar Lavi – Eva (sezonul 4; invitată în sezonul 5;[16] rol secundar în sezonul 6): prima femeie umană din lume care a părăsit recent Raiul, mama lui Cain și fosta iubită a lui Lucifer. Ea devine în cele din urmă un vânător de recompense și se căsătorește cu Maze.[17]
- Brianna Hildebrand – Aurora, alias Rory (sezonul 6): Un înger pe jumătate om-jumătate înger (Nephilim) care apare în Iad și apoi pe Pământ căutând să se răzbune pe Lucifer. Ea fuge pe Pământ cu sufletul lui Dan în încercarea de a învăța cum să-l omoare pe Lucifer. Mai târziu se dezvăluie că este fiica lui Chloe și a lui Lucifer din viitor, care este furioasă pe Lucifer pentru aparentul abandon al ei chiar înainte de a se naște. Are lame în loc de pene în aripi, care îl pot răni pe Lucifer.
- Dennis Haysbert – Tata / Dumnezeu, el este creatorul universului și tatăl tuturor îngerilor, inclusiv al lui Lucifer și al lui Amenadiel. Apărând anterior ca o voce narată de Neil Gaiman, el pare să oprească pe deplin lupta dintre Lucifer, Amenadiel și Mihail la sfârșitul sezonului 5.[18]

## Prezentare generală
| Sezonul | Sezonul | Episoade | Episoade    | Premiera TV        | Premiera TV        | Premiera TV |
| Sezonul | Sezonul | Episoade | Episoade    | Prima lansare      | Ultima lansare     | Reţea       |
| ------- | ------- | -------- | ----------- | ------------------ | ------------------ | ----------- |
|         | 1       | 13       | 13          | 25 ianuarie 2016   | 25 aprilie 2016    | Fox         |
|         | 2       | 18       | 18          | 19 septembrie 2016 | 29 mai 2017        | Fox         |
|         | 3       | hide     | 24          | 2 octombrie 2017   | 14 mai 2018        | Fox         |
| 2       | 3       | hide     | 28 mai 2018 | 28 mai 2018        |                    | Fox         |
|         | 4       | 10       | 10          | 8 mai 2019         | 8 mai 2019         | Netflix     |
|         | 5       | 16       | 8           | 21 august 2020     | start              | Netflix     |
|         | 5       | 16       | 8           | 28 mai 2021        | 28 mai 2021        | Netflix     |
|         | 6       | 10       | 10          | 10 septembrie 2021 | 10 septembrie 2021 | Netflix     |

Cel de-al doilea sezon a avut premiera la 19 septembrie 2016. Inițial format din 13 episoade, serialul a primit mai târziu o extensie de 9 episoade pentru o preluare completă de 22 de episoade din al doilea sezon de către Fox. Al treilea sezon, compus inițial din 22 de episoade, a avut premiera la 2 octombrie 2017. Cu toate acestea, ultimele patru episoade ale celui de-al doilea sezon au fost eliminate și plasate în cel de-al treilea sezon, ceea ce face că al doilea sezon a fost format din 18 episoade și al treilea sezon din 26. Scenaristul Chris Rafferty a indicat că al treilea sezon va conține în schimb 24 de episoade, iar cele 2 episoade suplimentare vor avea loc în al patrulea sezon.
La 11 mai 2018, Fox a anulat serialul după trei sezoane, declarând că a fost o „decizie bazată pe rating”. Cele 2 episoade suplimentare pentru cel de-al patrulea sezon au fost puse ca „episoade bonus” la sfârșitul celui de-al treilea sezon; au fost difuzate la 28 mai, ca un singur episod bonus de două ore.
La 18 iunie, Netflix a preluat serialul pentru un al patrulea sezon format din zece episoade, care a fost lansat la 8 mai 2019. Netflix a reînnoit serialul pentru un al cincilea (și inițial ultimul) sezon de șaisprezece episoade, în două părți a câte 8 episoade fiecare. Primele 8 episoade au fost lansate la 21 august 2020, iar următoarele 8 episoade au fost lansate la 28 mai 2021.
Serialul a fost reînnoit ulterior pentru un al șaselea și ultimul sezon format din 10 episoade, care a fost lansat pe 10 septembrie 2021.